# Tunica intima

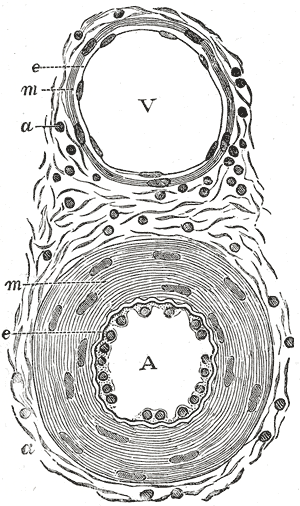
Transversalschnitt durch eine kleine Arterie und Vene der Schleimhaut der Epiglottis eines Kindes. (Tunica intima ist bei 'e')

Schnitt durch ein Segment eines Blutgefäßes

Die Tunica intima (von lat. Tunica = „Gewand“ und intimus „der Innerste“), auch als Tunica interna (von lat. interna = „der Innere“, „innen befindlich“) bezeichnet, ist die innere Schicht der Blut- und Lymphgefäße.

## Aufbau
1. Das Endothel ist eine monozellige Schicht und steht in unmittelbarem Kontakt mit dem Blut. Endothelzellen sind abgeflacht und polygonal. Ihr Zellkern wölbt sich dabei in das Lumen hinein.
2. Basalzellschicht
3. Subendotheliale Bindegewebsschicht
4. Membrana elastica Interna; zu gefensterten Schicht verdichtete elastische Fasern

Nach außen, vom Lumen aus betrachtet, grenzt die Tunica intima an die Tunica media.

## Funktion
Um einen möglichst optimalen Blutfluss zu ermöglichen, sorgen die Endothelzellen für eine glatte innere Oberfläche. Die zum Lumen hin gerichtete Oberfläche stößt normalerweise die festen Blutbestandteile wie Erythrozyten und Leukozyten ab. An ein beschädigtes Endothel können sich aber beispielsweise die Erythrozyten anlagern. So unter anderem bei einer Entzündung. Durch die vom Endothel dann produzierten Zelladhäsionsmoleküle können sich andere Zellen an die Wandung des Blutgefäßes anheften.

Das Endothel stellt auch eine selektiv permeable Barriere für gelöste Blutbestandteile dar. Außerdem setzt es vasokonstriktorisch und vasodilatatorisch wirkende Substanzen, wie beispielsweise Stickstoffmonoxid (NO), frei.
Die mittlere Dicke der Tunica interna kann, je nach Blutgefäß, zwischen 7 und 140 µm betragen.
Das Endothel steuert die Interaktionen mit dem Blut sowie dem umliegenden Gewebe selbst. Die wichtigsten Funktionen sind dabei die Regelung des Gefäßwandtonus, die antithrombogene Wirkung und die Kontrolle von Austauschvorgängen. Ebenso spielt das Endothel eine wichtige Rolle bei der Blutgerinnung (Hämostase). Es ist allerdings auch für die Entstehung krankhafter Zustände mitverantwortlich. Zahlreiche Wirkstoffe beziehungsweise Wirkstoffvorstufen sind im Endothel enthalten. Diese Substanzen wirken auf das fibrinolytische System ein. Das im Endothel gespeicherte Heparinsulfat und Thrombomodulin sind zwei wichtige Substanzen mit antikoagulatorischem Potential.
Das Endothel ist durch eine dünne Basalmembran vom subendothelialen lockeren Bindegewebe getrennt. Dieses enthält elastische Fasern, Fibroblasten sowie einzelne glatte Muskelfasern (myointimale Zellen).

## Pathologie
Ein Einriss der Tunica intima, mit konsekutiver Unterspülung durch den Blutstrom, ist eine Dissektion. Nach Verletzungen der Tunica intima kann es zu einer Intimahyperplasie kommen.

## Zusätzliche Bilder

Arterie, tunica intima
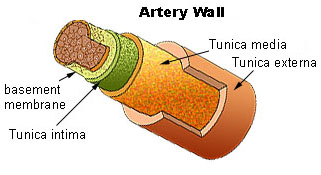
Der Aufbau einer Arterie
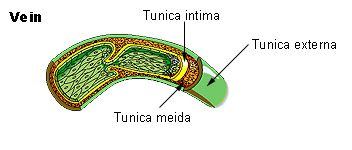
Illustration einer Vene
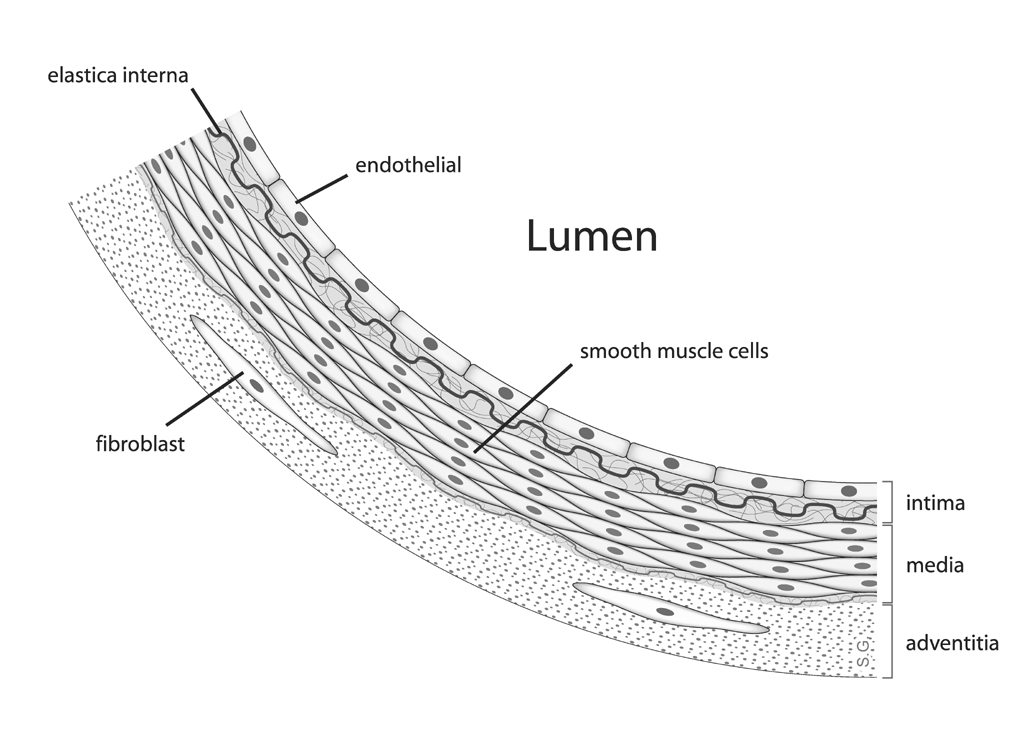
Anatomie der arteriellen Wand
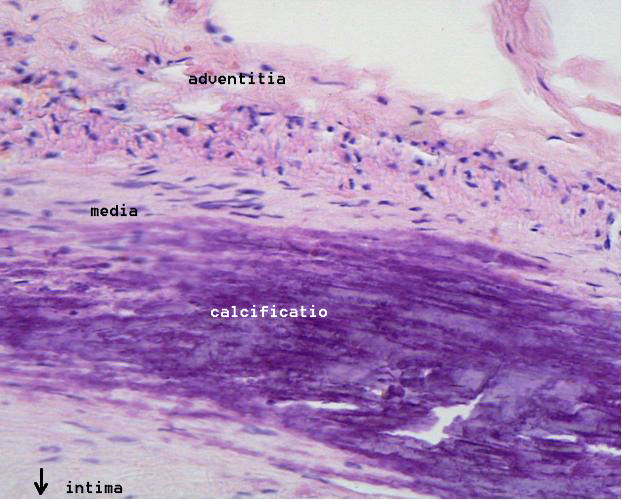
Mit Hämatoxylin-Eosin gefärbtes Präparat einer arteriellen Wand mit kalzifiziertem atherosklerotischem Plaque